# Stenamma fovolocephalum
Stenamma fovolocephalum är en myrart som beskrevs av Smith 1930. Stenamma fovolocephalum ingår i släktet Stenamma och familjen myror. Inga underarter finns listade i Catalogue of Life.